# Pitztal
 (mars 2020).

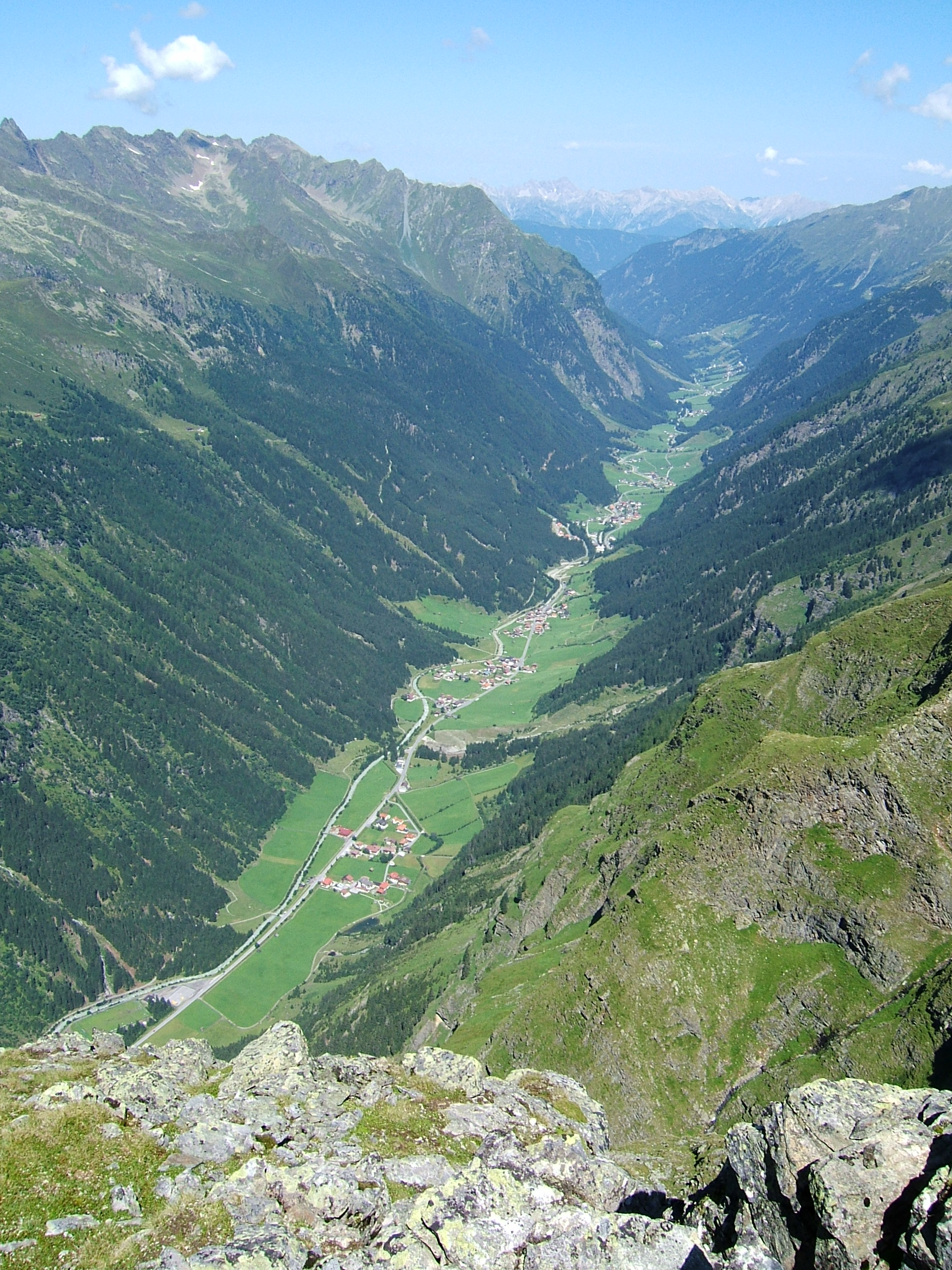
Pitztal

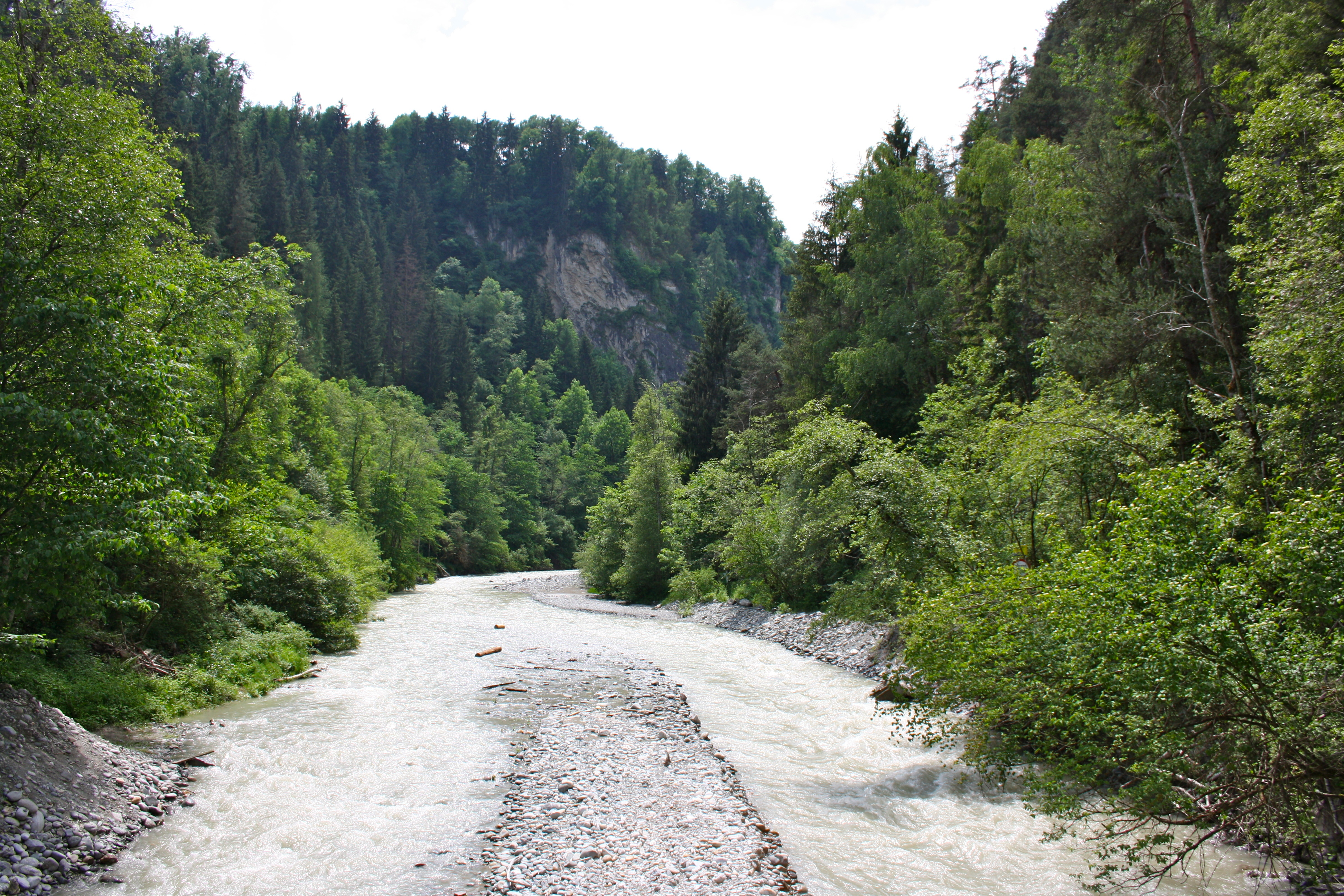
Pitze

Pitztal est une vallée située au Tyrol, à l’ouest de l’Autriche, dans laquelle coule la Pitze qui lui donne son nom.

## Villages
Du nord au sud, on y trouve les villages suivants : Arzl, Wenns, Jerzens, St. Léonhard, Mandarfen et Mittelberg.

## Stations de sports d'hiver
La vallée de Pitztal est longue d’environ 40 km et compte trois stations de sport d'hiver : Le glacier, Rifflsee et  Hochzeiger. En tout, il y a 79 km de pistes dont 45 km au Hochzeiger, Rifflsee en compte 15 km et Le glacier 19. Ce dernier est le domaine le plus haut (2 840 m à 3 440 m) et Hochzeiger celui avec le plus de pistes. Au Hochzeiger existent deux pistes de chronométrage automatique payantes, une pour le slalom et une pour la descente. Ce domaine démarre à 1 450 m et culmine à 2 450 m.

### Hochzeiger
Le Hochzeiger est le domaine skiable le plus vaste du Piztal. Il contient deux pistes bleues, 11 pistes rouges et 4 pistes noires. En tout 17 pistes préparées plus cinq « skiroute » non préparées. La plus longue est la n° 10. Il y a aussi une piste de slalom et de nombreux hors pistes et la plus longue piste de luge du Pitztal (6 km).

## Luge et cours de ski
En hiver, tous les lundis et jeudis est organisée une soirée luge au Hochzeiger. De 19 h à 21 h, tout le monde peut monter en télécabine jusqu’à la station intermédiaire et descendre une piste spéciale préparée pour la luge. Le jour, les petits enfants peuvent être confiés au « cours des bambinis ». L’école de ski est nommée Pitzi’s Kinderclub. Les cours commencent à 10 h. Le cours est divisé en deux parties : la matinée de 10 h à 12 h et l’après-midi de 13 h 30 à 15 h 45.
En 2019, un projet global de fusion des glaciers Pitztal-Ötztal et des domaines qui y sont rattachés est en cours. Le projet implique notamment le nivellement d'une surface d'environ 64 hectares du glacier de Pitztal, le plus haut glacier du Tyrol, pour former des pistes de ski.

## Moyens de transport

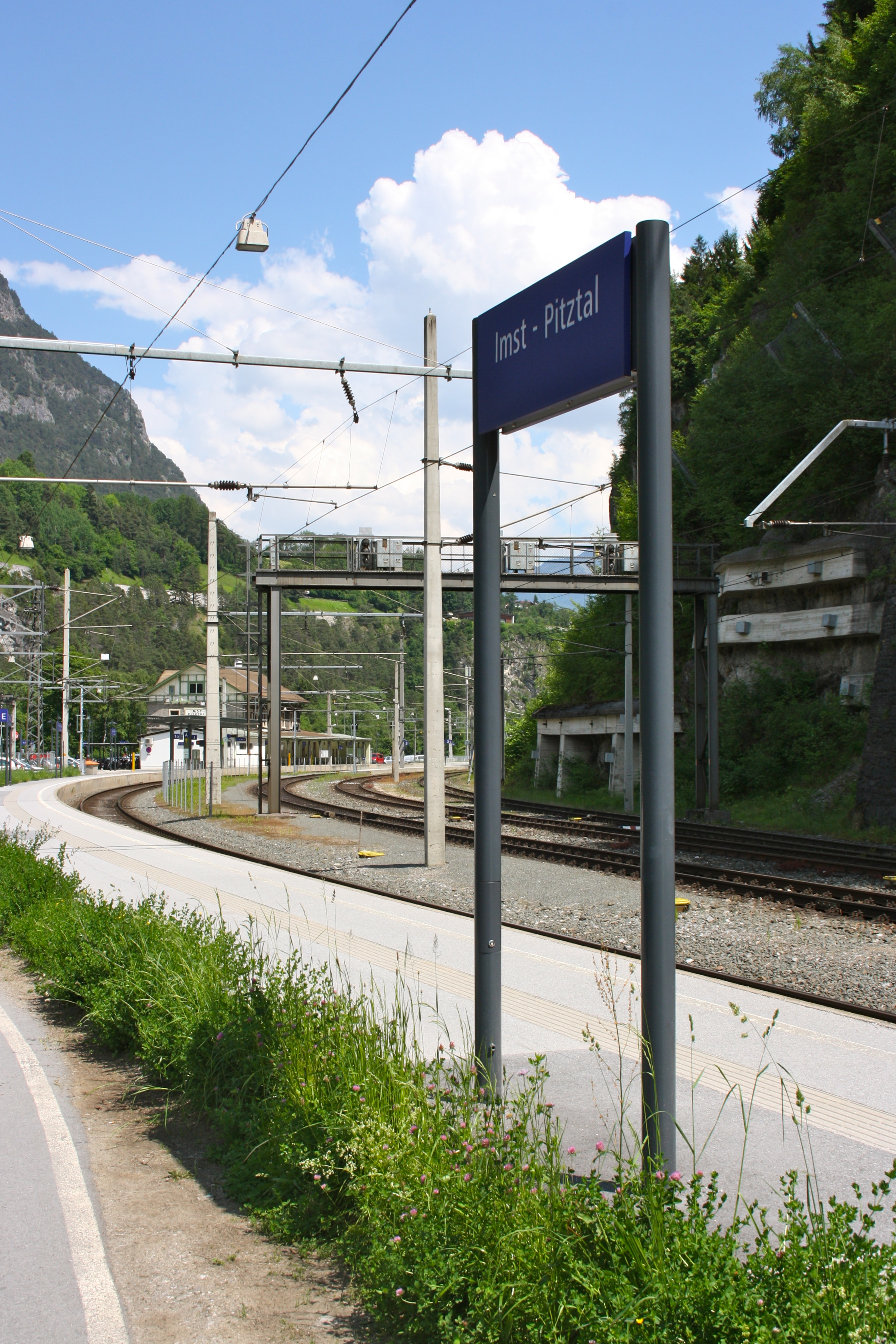
Gare de Imst-Pitztal

Pour aller dans la vallée de Pitztal on peut prendre le train et descendre à Imst et continuer en voiture ou en bus. La deuxième solution est de faire tout le trajet en voiture et la troisième possibilité est de prendre l’avion jusqu'à Innsbruck et louer une voiture ou bien prendre un taxi ou un bus. Les moyens de transport pour aller au Hochzeiger sont les minibus et les bus qui passent dans tout le Pitztal.